# Karl Megerle

Karl Megerle, 1938 oder früher

Karl Megerle (* 18. Oktober 1894 in Neuenstein, Württemberg; † 2. April 1972 ebenda) war ein deutscher Journalist und NS-Propagandist (NSDAP). Ab 1934 arbeitete er für das Propagandaministerium von Joseph Goebbels, für das er propagandistische Sonderaufträge in Österreich durchführte. Goebbels setzte sich daher nach dem Anschluss Österreichs 1938 bei Adolf Hitler dafür ein, dass Megerle ein Reichstagsmandat erhielt, das er bis 1945 innehatte. Von 1941 bis Kriegsende war Megerle Beauftragter für Propaganda des Außenministers Joachim von Ribbentrop. Als solcher wirkte er an Propaganda gegen die sogenannte Feldscher-Aktion von 1943/44 zur Rettung jüdischer Kinder vor den Nationalsozialisten mit. Deswegen wurde ab Mitte der 1960er Jahre staatsanwaltschaftlich gegen Megerle ermittelt. Die Ermittlungen wurden 1971 eingestellt, so dass er sich nicht vor Gericht verantworten musste. Ihm wurde zugutegehalten, dass er keinen Einfluss auf Vernichtungsmaßnahmen gegen die jüdische Bevölkerung genommen habe.

## Leben und Wirken
Megerle war ein Sohn des Maurermeisters August Megerle und seiner Ehefrau Rosine, geborene Reißer. Nach dem Besuch der Volksschule wurde Megerle am Lehrerseminar Künzelsau ausgebildet. Am Ersten Weltkrieg nahm er als Kriegsfreiwilliger im Infanterie-Regiment 121 teil. Nach Kriegsende, aus dem er als Leutnant der Reserve und Schwerkriegsbeschädigter heimkam, holte Megerle als Externer das Abitur nach. Anschließend studierte er Geschichte, Germanistik, Philosophie und Staatswissenschaften. Im Februar 1922 wurde er bei Adalbert Wahl an der Universität Tübingen zum Dr. phil. promoviert. Danach war er zunächst im Schulaufsichtsdienst tätig, bevor er von 1924 bis 1928 als außenpolitischer Redakteur, damals Schriftleiter genannt, in Hamburg bei den dortigen Hamburger Nachrichten arbeitete. In den 1920er und 1930er Jahren schrieb Megerle als freier Mitarbeiter Artikel für Zeitungen wie die Berliner Börsen-Zeitung, die Rheinfront, Wilhelm Stapels Deutsches Volkstum und die Westfälische Landeszeitung. Zum 1. Mai 1933 trat er in die NSDAP ein (Mitgliedsnummer 2.634.079). Von seinem Privatleben ist nur bekannt, dass er verheiratet und Hermann Görings Schwager war.

### Goebbels’ Beauftragter für NS-Propaganda in Österreich (1934–1938)
Im Oktober 1934 wurde Megerle im Propagandaministerium bis April 1935 als Referent in der Abteilung 7 (Ausland) angestellt; anschließend erhielt er Sonderaufträge im Zusammenhang mit der Österreich-Politik des NS-Regimes. Bereits im Oktober 1934 teilte Goebbels dem Auswärtigen Amt mit, dass er Megerle „auf Wunsch des Führers“ nach Wien senden wolle, und eine Notiz des Leiters der Abteilung II (West-, Süd- und Südosteuropa) im Auswärtigen Amt, Gerhard Köpke, vom 1. August 1935 hatte zum Inhalt, dass die Gründung eines „Büros Megerle“ die Billigung der „allerhöchsten Stellen im Reich“ gefunden habe; Adolf Hitler wolle sich demnächst selbst von Megerle berichten lassen. Das Büro Megerle arbeitete in enger Abstimmung mit der von Franz von Papen geleiteten Wiener Gesandtschaft, aber, so der Literaturwissenschaftler Klaus Amann in seiner Habilitationsschrift, nach außen unabhängig auf „propagandistisch-kulturellen Gebiet […] zur Aufrechterhaltung der Förderung der kulturellen und geistigen Beziehungen zwischen dem Reiche und Österreich“. Zu den Aufgaben des Büros Megerle gehörte auch die Versorgung des Bundes Deutscher Mädel (BDM) und der Hitlerjugend (HJ) Österreichs in den Jahren des „illegalen Kampfes“ mit etwa 24.000 Bänden propagandistischer Broschüren und nationalistischer Bücher, darunter 700 Exemplare von Mein Kampf. Im Frühjahr 1937 nahm Megerle an den Verhandlungen des „deutsch-österreichischen Kulturausschusses“ teil, bei denen es, wie Megerles Delegationskollege, Legationsrat Fritz von Twardowski, nach Ende der Verhandlungen berichtete, unter anderem gelang, „das nationalsozialistische Schrifttum von der Diffamierung als staatsfeindliche Literatur zu befreien“.
Megerles propagandistische Tätigkeit für Goebbels spiegelt sich auch in den Tagebüchern des Propagandaministers wider, für den er, so die Historikerin Angela Hermann in ihrer Studie zu Goebbels’ Tagebüchern, „von Berlin aus mit finanzieller Hilfe des Reichs die NS-Propaganda in Österreich koordinierte“. Goebbels notierte am 27. Oktober 1937: „Megerle berichtet über Österreich. Er meint, daß die Regierung fester sitze. Ich weiß es nicht. Will aktivere Kulturpropaganda […] Ich lasse mir von ihm einen präzisierten Vorschlag ausarbeiten“. Megerle arbeitete umgehend eine Sechs-Punkte-Denkschrift mit dem Titel „Kulturelles Sofortprogramm“ aus, in der er unter anderem die Eröffnung eines „nationalen Theaters […] gegen jüdische Alleinherrschaft“ vorschlug – Goebbels bemerkte am 23. November 1937 in seinem Tagebuch, dass er sich Megerles Vorschläge „noch mal gründlich überlegen“ müsse. Daneben war er für die Dienststelle Ribbentrop tätig, für die er eine Koordinationsstelle zwischen der Presseabteilung des Auswärtigen Amtes und dem Reichspropagandaministerium einrichtete. Megerle schrieb am 10. Juni 1938 an das Auswärtige Amt, dass von seinem „österreichischen Sonderauftrag“ noch 35.000 Reichsmark verblieben seien, und erhielt für seinen Vorschlag, diese Restsumme für eine Propaganda-Kampagne gegen die Tschechoslowakei zu verwenden, die Zustimmung des Amtes.
In seinen nach dem Anschluss Österreichs 1938 zusammen mit dem SA-Brigadeführer Alfred Persche herausgegebenen Briefen des Kampfes und des Glaubens. Dokumente aus Österreichs Notzeit publizierte Megerle eine Zusammenstellung von Kassibern inhaftierter österreichischer Nationalsozialisten und Briefen an diese, deren „persönlichen Schicksale“, laut Eugen Diederichs Verlag, „in ihrer Gesamtheit zum Symbol jenes heiligen Willens [wurden], der die Sache des deutschen Volkes zum Sieg trug“. Der Verlag hatte die Arbeit Megerles erstmals schon im Dezember 1935 großzügig unterstützt, indem er einen größeren Posten stark verbilligter Bücher des nationalistischen Bestsellerautors Edwin Erich Dwinger zur Verfügung stellte, die, so Megerle in einem Schreiben an General Muff in der Deutschen Gesandtschaft in Wien, als „wertvolle nationale Bücher“ an „mittellose Parteikameraden und Kämpfer verteilt werden sollten“, ohne den Verlag als Unterstützer zu nennen, um diesem „keine Schwierigkeiten zu machen“.

### Kriegspropagandist Ribbentrops im Auswärtigen Amt (1939–1945)
Seit September 1939 war Megerle offiziell als Wissenschaftlicher Hilfsarbeiter für das Auswärtige Amt tätig, wo er als Propagandaspezialist des inzwischen zum Außenminister avancierten Joachim von Ribbentrop arbeitete. Dem Historiker Peter Longerich zufolge war Megerle hauptsächlich mit der „Besorgung und Unterbringung von Hintergrundartikeln völkerrechtlicher und historischer Art“ befasst. Er war, wie Longerich betont, ein „wichtiger publizistischer Helfer Ribbentrops“, der Ende 1940 in der unter der offiziellen Herausgeberschaft Ribbentrops stehenden Zeitschrift Berlin-Rom-Tokio die „Überwindung des europäischen Partikularismus“ zum Zukunftsprojekt einer Verbindung „europäische[r] Solidarität“ mit einer „unbestrittenen kraftvollen Führung“ erklärte, wobei auch Spanien „eine bedeutende Rolle“ zustehe und Frankreich nach einer noch zu leistenden Wiedergutmachung an das Deutsche Reich „der ihm gebührende Platz im neuen Europa“ offen bleibe. Im Juli 1941, nach dem deutschen Überfall auf die Sowjetunion, schlug Megerle Ribbentrop vor, als Leitlinie für die Auslandspropaganda auszugeben, die Wehrmacht habe bei diesem angeblichen Präventivkrieg „noch gerade zum rechten Zeitpunkt“ gehandelt und Europa „im letzten Augenblick“ vor dem bolschewistischen Zugriff bewahrt. Man strebe die „wirtschaftliche Erschließung und Nutzbarmachung des russischen Raumes unter gesamteuropäischen Vorzeichen“ an, die es auch zu dokumentieren gelte und müsse allen „Kulturvölkern einhämmern“, dass eine Niederlage der Wehrmacht Europa der Sowjetunion ausliefern würde. 1942 unterstützte Staatssekretär Ernst von Weizsäcker einen von Megerle ausgearbeiteten „Russlandvorschlag“, der vorsah, durch den Aufbau regionaler Selbstverwaltungen separatistische Bestrebungen zu fördern und eine Art Gegenregierung zu Stalin aufzubauen.
Im Dezember 1941 übernahm Megerle die Funktion eines Beauftragten für Propaganda im Persönlichen Stab Ribbentrops, im April 1943 wurde er dessen Beauftragter für das Informationswesen. Ribbentrop erklärte im Oktober 1942 zur Stellung Megerles: „Der BfP [= Beauftragte für Propaganda] fasst in meinem Auftrag die inhaltliche Gestaltung und Ausrichtung der Auslandspropaganda zusammen und ist mir dafür verantwortlich.“ Stellvertreter Megerles wurde der Vortragende Legationsrat Werner von Schmieden aus der Politischen Abteilung. Megerle leitete als Beauftragter für das Informationswesen 17 Informationsstellen, darunter auch die Informationsstelle XIV (Antijüdische Auslandsaktion), welche die judenfeindliche Auslandspropaganda koordinierte. Megerle „koordinierte“, so die Unabhängige Historikerkommission – Auswärtiges Amt, „sämtliche Auslandspropagandatätigkeiten des Amtes“. Der Hauptgrund der „starke[n] Stellung“, die er im Vergleich zu anderen Abteilungen mit ähnlichen Aufgabenbereichen, etwa der von Franz Alfred Six geleiteten „Kulturpolitischen Abteilung“, gehabt habe, liege in seiner „engen Anbindung an den Behördenleiter“. Zum Propagandaministerium hatte er weiter als Verbindungsmann für kulturelle und propagandistische Fragen Kontakt.
Im April 1943 nutzte Megerle die Entdeckung der Massengräber des Massakers von Katyn, um im Auftrag Ribbentrops die Konflikte im sowjetisch-polnisch-britischen Verhältnis in Telegrammen an die deutschen Vertretungen in Budapest und Genf anzuheizen. „Besonders eignen“ für einen Besuch Katyns, so Megerle, würden sich „vor allem anti-bolschewistisch und antisemitisch eingestellte Personen.“ Am 1. Mai 1943 brachte er, um das Misstrauen zwischen England und der Sowjetunion weiter zu schüren, die Falschmeldung in Umlauf, die britische Regierung habe die polnische Seite veranlasst, sich an das Internationale Rote Kreuz zu wenden.
1943/44 wirkte Megerle an der propagandistischen Zurückweisung internationaler Rettungsbemühungen zur Schaffung von Ausreisemöglichkeiten für 5000 jüdische Menschen, ganz überwiegend Kinder, aus dem Machtbereich des Deutschen Reiches mit; diese Rettungsbemühungen und die Maßnahmen der Zurückweisung wurden im Auswärtigen Amt als Feldscher-Aktion bezeichnet. Um den 1944 wiederholten Forderungen nach Ausreise jüdischer Kinder zu begegnen, erarbeitete Megerle eine, so der Historiker Sebastian Weitkamp, „auf der Linie der aggressiven Goebbels-Agitation“ liegende propagandistische Stellungnahme, in der es hieß:
„Seitdem die britische Regierung wegen einer Ausreise von jüdischen Kindern bei der Reichsregierung anfragen ließ, hat sie unter dem Beifallsgeheul der jüdischen Kriegsanstifter und Kriegsverlängerer Zehntausende von deutschen unschuldigen Kindern durch Phosphor-, Spreng- und Brandbomben in qualvoller Weise umbringen lassen. Es wäre unter diesen Umständen eine starke Zumutung, daß die Reichsregierung Hilfestellung zur Sicherung jüdischer Kinder vor dem Bombenterror geben sollte, während gleichzeitig die jüdischen Hintermänner im Bombenterror eine Verschärfung desselben gegen die deutschen Kinder forderten. […] Weder die deutsche Bevölkerung noch die übrigen Völker Europas würden unter den heutigen Umständen noch eine Hilfeleistung deutscherseits zur einseitigen Rettung jüdischer Kinder verstehen.“
Wie der Chef der Gruppe Inland II, Horst Wagner, am 27. Mai 1944 in einem Schreiben an den Judenreferenten des Auswärtigen Amtes, Eberhard von Thadden, festhielt, lieferte Megerles Stellungnahme die Grundlage für die letztendliche Zurückweisung der internationalen Bemühungen um die Rettung der Kinder. Thadden sagte nach dem Krieg aus, dass Megerles Ausarbeitungen auch in einem antibritischen Palästina-Weißbuch erscheinen sollten, zu dessen Publikation es aber nicht mehr kam.
Der Historiker und Kiesinger-Biograph Philipp Gassert stellte 2006 dar, dass Megerle und Kiesinger zu den vier Verbindungsleuten Ribbentrops zu Goebbels gehörten. Megerle habe Kiesinger, der im November 1944 bei der SS denunziert wurde, er wolle antijüdische Propagandaaktionen hemmen, von weiteren kritischen Meinungsäußerungen zurückzuhalten versucht. Mit Kiesingers Erinnerungsschrift Dunkle und helle Jahre als Beleg führt Gassert aus, wie Ribbentrop in Rage geriet, als Kiesinger bei einer Unterredung auf Schloss Fuschl vor drei Dutzend Mitarbeitern des Auswärtigen Amtes seine „Variationstheorie“ vertreten habe, nach der die differenzierte Propaganda der steten Wiederholung immer gleicher antijüdischer Stereotype vorzuziehen sei. Megerle habe dann, als er sah, dass Kiesinger seinem Unmut Luft machen wollte, zusammen mit einem Kollegen diesen untergehakt und etwas abseits geführt.

### Reichstagsabgeordneter 1938–1945 aufgrund von Goebbels’ Fürsprache
Von April 1938 bis formal zum Ende der NS-Herrschaft im Frühjahr 1945 saß Megerle als Abgeordneter für den Wahlkreis 22 (Düsseldorf Ost) im nationalsozialistischen Reichstag, der allerdings während dieser Zeit nur acht Mal zusammentrat, das letzte Mal 1942. Anlass für seine Berufung in den Reichstag waren seine „Verdienste“ um den sogenannten Anschluss Österreichs. Angela Hermann weist darauf hin, dass Goebbels Tagebucheintrag vom 25. März 1938 zeigt, wie sehr Megerle sein Mandat als Reichstagsabgeordneter dem Propagandaminister verdankte, der sich persönlich bei Hitler für ihn verwandte. Goebbels notierte an diesem Tag: „Mit Führer und Frick Wahlkampfkandidaten aufgestellt. Ich […] plädiere für einige Österreicher mit Erfolg: Pfriemer, Megerle, Gr[e]bitz die haben es um Österreich verdient.“ Am 1. April 1938 schreibt Goebbels im Zusammenhang mit hektischen Aktivitäten im Zuge des „Anschlusses“ Österreichs an das Reich: „Beim Essen legt mir Dr. Megerle ein paar dringende Fragen vor. Er ist ganz glücklich. Die Erfüllung eines Lebenstraumes.“

### Nachkriegszeit
Keine Angaben liegen in der verfügbaren Literatur über den Lebenslauf Megerles vom Kriegsende bis Anfang der 1960er Jahre vor. So sind die Fragen ungeklärt, ob Megerle in Kriegsgefangenschaft geriet oder ob er interniert wurde. Dies gilt auch für sein eventuelles Entnazifizierungsverfahren und den konkreten Verlauf seines weiteren beruflichen Werdegangs. Anfang der 1960er Jahre war Megerle als außenpolitischer Kommentator für die Zeitung Kasseler Post tätig. Ab Mitte der 1960er Jahre wurden auf der Grundlage von Aktenmaterial der Zentralen Stelle der Landesjustizverwaltungen zur Aufklärung nationalsozialistischer Verbrechen in Ludwigsburg bis 1971 andauernde staatsanwaltschaftliche Ermittlungen gegen Megerle durchgeführt. Dabei ging es um seine Beteiligung an der Zurückweisung der Rettungsbemühungen für Tausende jüdische Kinder, der Feldscher-Aktion. Neben Megerle wurde in dieser Sache gegen Ribbentrops Büroleiter und Adolf Hitlers Chefdolmetscher Paul-Otto Schmidt sowie den Pressechef des Auswärtigen Amtes Paul Karl Schmidt, besser bekannt als Nachkriegsbestsellerautor zum Unternehmen Barbarossa Paul Carell, „wegen Mordes“ ermittelt. Davon abgetrennt gab es gesonderte Verfahren gegen den NS-Diplomaten Horst Wagner. Das Verfahren wurde 1971 eingestellt, nachdem Paul-Otto Schmidt schon 1970 verstorben war und den beiden anderen Beschuldigten zugutegehalten wurde, dass sie „keinen Einfluss […] auf die Vernichtungsmaßnahmen gegen die jüdische Bevölkerung gehabt“ hätten. Im Falle Dr. Megerles, so die Ermittler, sei zudem „eine eingehende Vernehmung […] nicht möglich“ gewesen, da er „seit Jahren bettlägerig“ war und „den Grund der Vernehmung“ nicht begriffen habe. Noch in seiner letzten Vernehmung am 4. März 1971 gab Megerle zu Protokoll: „Ich glaube sagen zu können, daß meine Beteiligung in dieser Frage zum Guten gedient hat.“ Er starb am 2. April 1972 in seinem Geburtsort Neuenstein.

## Schriften (Auswahl)
- Die Bundesverfassung der Schweiz vom 12. September 1848 und die Verfassung der Paulskirche. Osiandersche Buchhandlung, Tübingen 1922 (Zugl.: Universität Tübingen, Dissertation, 1922).
- (Herausgeber zusammen mit Alfred Persche) Briefe des Kampfes und des Glaubens. Diederichs, Jena 1938.
- Deutschland und das Ende der Tschecho-Slovakei. Essener Verlagsanstalt, Essen 1939. Aus: Monatshefte für Auswärtige Politik, August 1939 (auch auf Englisch erschienen als: Germany and the End of Czecho-Slovakia. s. l. 1939).